# Liste griechischer Phrasen/Delta

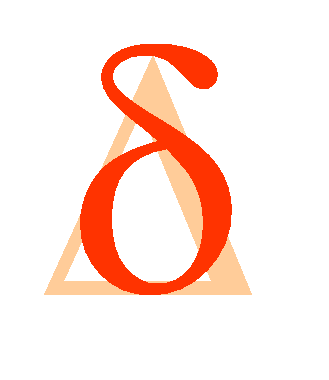
Delta

## Δαιδάλου πτερά
Δαιδάλου πτερά
Daidalou ptera
„Flügel (des) Daidalos“

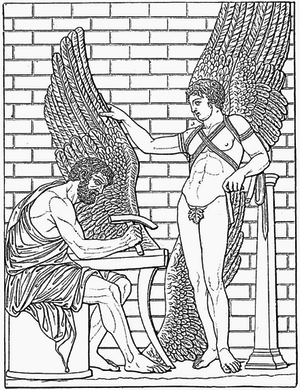
Daidalos und Ikaros

Daidalos war ein attischer Erfinder, Baumeister, Künstler und Handwerker. Seine Künste waren weit bekannt, so dass sein Neffe Perdix zu ihm in die Lehre geschickt wurde. Der Junge stellte sich als so klug heraus, dass Daidalos ihn aus Neid eine Klippe hinunterstürzte. Athene rettete den Jungen und verwandelte ihn in ein Rebhuhn (moderner wissenschaftlicher Name: Perdix perdix). Der Areopag verbannte daraufhin Daidalos, dieser fand jedoch Asyl auf der Insel Kreta. Dort errichtete er auf Verlangen des Königs Minos ein Labyrinth, in dem das stierköpfige Ungeheuer Minotauros gefangen gehalten wurde.
Am bekanntesten ist die Geschichte seiner Flucht von der Insel. Daidalos hatte Ariadne den Hinweis gegeben, der später Theseus nach seinem Kampf gegen den Minotauros zugutekommen sollte: Theseus bediente sich eines abgewickelten Garnknäuels (des Ariadnefadens), um das Labyrinth wieder zu verlassen. Zusammen mit seinem Sohn Ikaros wurde Daidalos deswegen von Minos in das von ihm selbst errichtete Labyrinth oder an einem anderen Ort eingesperrt. Gefangen, schuf Daidalos aus Federn von Vögeln und dem Wachs der Kerzen Flügel für sich und seinen Sohn und flog mit ihm davon. Ungeachtet der Warnungen seines Vaters stieg Ikaros zu hoch und kam dem Sonnenwagen zu nahe. Das Wachs zwischen seinen Flügeln schmolz, und er stürzte in das Meer.

## Δαμόκλειος σπάθη
Δαμόκλειος σπάθη
Damokleios spathē
„Damoklesschwert“

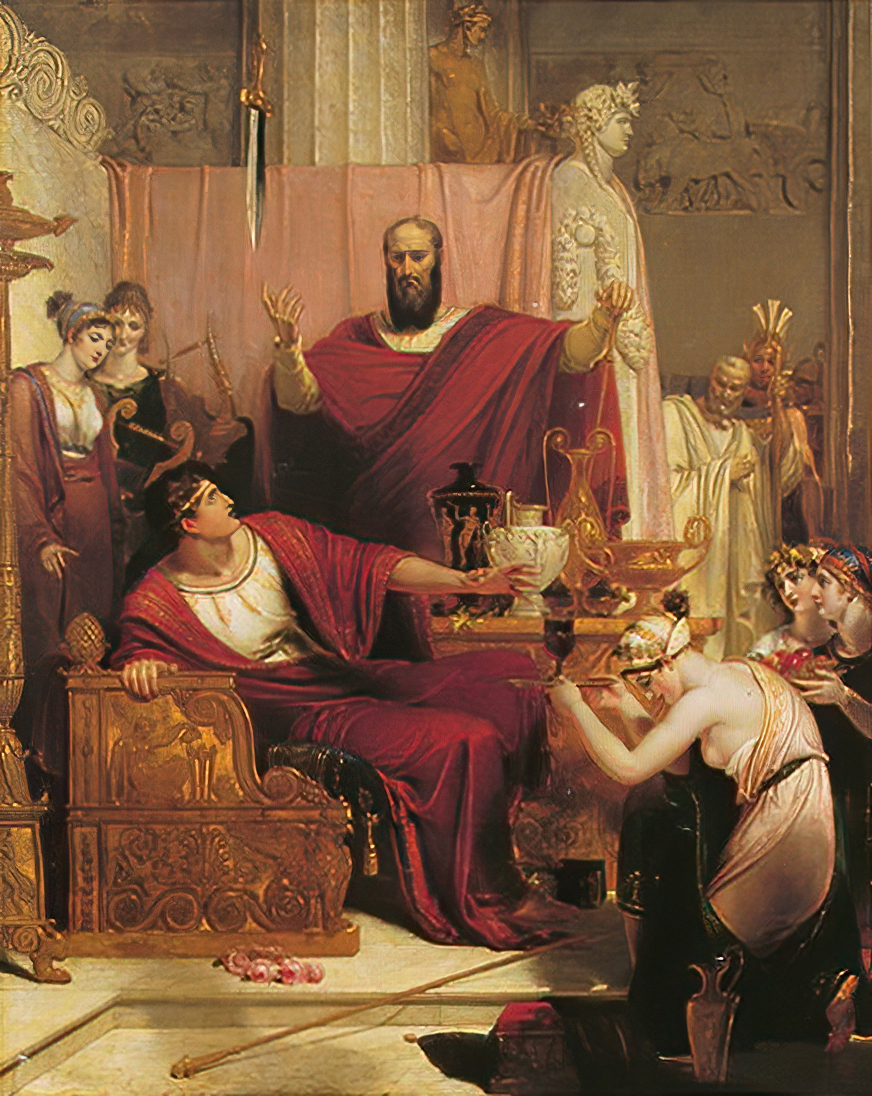
Richard Westalls: Das Schwert des Damokles

Das Schwert des Damokles ist ein Begriff, der auf einen Günstling des Tyrannen Dionysios von Syrakus im 4. Jahrhundert v. Chr. zurückgeht. Damokles beneidete den Tyrannen, der ihn deshalb seine Position verdeutlichen ließ, indem er Damokles anbot, seinen Platz einzunehmen. Zuvor ließ er jedoch ein Schwert aufhängen, das lediglich von einem Rosshaar gehalten wurde. Als Damokles nach dem Sinn des Schwertes über seinem Kopf fragte, erklärte ihm der Tyrann, dass das Schwert die ständigen Gefahren versinnbildliche.
Die Geschichte geht auf eine Erzählung Ciceros zurück, der sie bei Diodorus Siculus gelesen haben mag. Er führt sie in seinen Tusculanischen Streitgesprächen unter den Beispielen glückseligen und unseligen Lebens auf:

„Denn als Damokles, einer von seinen Schmeichlern, in einer Rede sein Vermögen, seine Macht, die Hoheit seiner Herrschaft, die Fülle der Dinge, die Pracht des Königspalastes erwähnte und sagte, daß niemals jemand glücklicher gewesen sei, sagte er ‚Willst du also, Damokles, weil dich ja dieses Leben erfreut, es selbst kosten und mein Los versuchen?‘“

Weiter erzählt Cicero:

„Es waren da Salben und Kränze; Düfte wurden entzündet, die Tische wurden aufgeschichtet mit erlesensten Speisen. Damokles kam sich glücklich vor. In dieser Vorrichtung in der Mitte ließ er ein glänzendes Schwert von der Decke an ein Pferdehaar anbinden und herablassen, sodaß es dem Hals jenes Glücklichen drohte. Daher schaute er weder jene schönen Diener an noch das von Kunstfertigkeit volle Silber und er streckte seine Hand nicht zum Tisch; schon glitten sogar die Kränze herab; schließlich erweichte er durch Bitten den Tyrannen, daß er weggehen darf, weil er nicht mehr ‚glücklich‘ sein wolle.“

## Δέδυκε μὲν ἀ σελάννα καὶ Πληΐαδες
Δέδυκε μὲν ἀ σελάννα καὶ Πληΐαδες
Dedyke men ā selannā kai Plēiades
„Untergegangen sind schon der Mond und die Plejaden.“
Anfang eines Gedichts der Sappho von Lesbos, das im äolischen Dialekt folgendermaßen lautet:
Δέδυκε μὲν ἀ σελάννα

καὶ Πληΐαδες· μέσαι δὲ

νύκτες· παρὰ δ’ ἔρχετ’ ὤρα.

Ἔγω δὲ μόνα κατεύδω.
Und in der Übersetzung von Max Treu:
Nun ist schon der Mond versunken

und auch die Plejaden. Mitte

der Nacht, und die Zeit des Wartens

vorüber. Alleine schlaf ich.
Das Versmaß ist der sonst bei Sappho nicht vorkommende Enhoplios oder Paroimiakos.
Das Gedicht ist durch μέν … δὲ, δ’ … δὲ in vier Gedanken gegliedert und wurde zunächst anonym überliefert. In der ersten gedruckten Lyriker-Ausgabe (1560) wurde es vom Herausgeber Henricus Stephanus der Dichterin Sappho zugewiesen. Die Autorenschaft der Sappho ist aber auch heute noch umstritten.

## δεῖμα Πανικόν
δεῖμα Πανικόν
deîma Panikón
„panische Furcht“

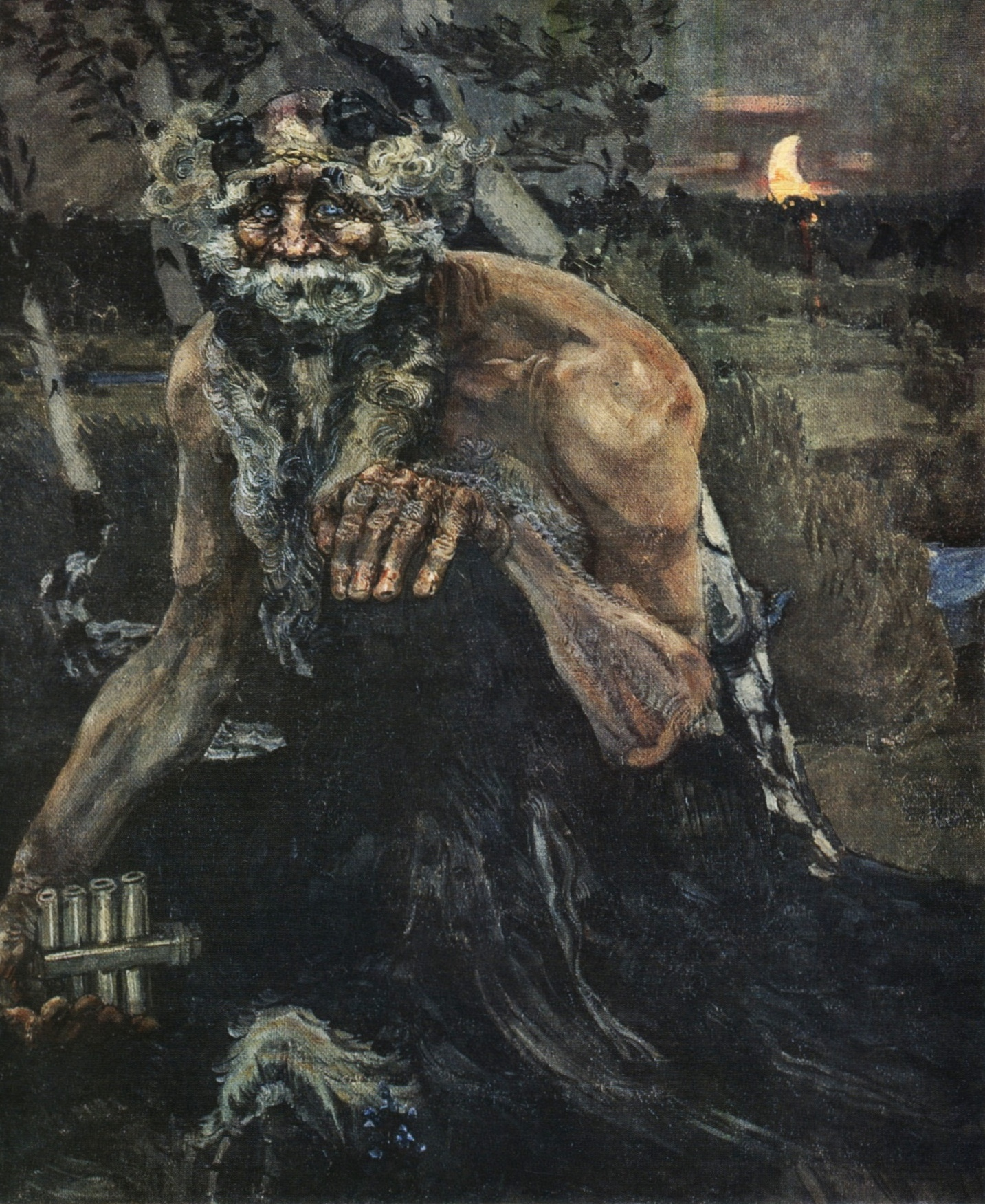
Michail Wrubel: Pan

Dem Pan zugeschriebener unbegründeter plötzlicher Schrecken. Pan ist der Gott des Waldes und der Natur. Die Hirten verehrten ihn, fürchteten sich aber vor seinem Anblick. Die Mittagsstunde ist ihm heilig und er kann sehr ungehalten werden, wenn man ihn zu dieser Zeit stört. Er jagt dann z. B. ruhende Herdentiere durch den „panischen Schrecken“ zu jäher Massenflucht auf. Erschreckende nächtliche Laute, deren Ursprung den Leuten nicht klar war, wurden Pan zugeschrieben. Daher stammt auch der Begriff Panik.
Der Humanist Erasmus von Rotterdam schreibt in seiner Sprichwörtersammlung Adagia:

„Panik nannten die Alten eine plötzliche, aber grundlose Aufregung. Denn sie glaubten, daß der Gott Pan den jähen Schrecken und das furchtbare Entsetzen schickt, das die Menschen wie Wahnsinn überfällt und ihnen nicht nur den Verstand, sondern auch das Bewußtsein raubt, wie dies nicht selten vorkommt, wenn in einem Heer ohne ersichtlichen Grund Mann und Roß in Aufregung und Verwirrung geraten.“

Der Dichter Pindar schreibt, dass man es selbst mutigen Männern nicht übelnehmen dürfe, wenn sie in einer solchen Erregung fliehen:

«ἐν γὰρ δαιμονίοισι φόβοις φεύγοντι καὶ παῖδες θεῶν.»

„Denn in dämonischem Schrecken fliehen auch Söhne der Götter.“

Weiter schreibt Erasmus:

„Mit ‚dämonischem Schrecken‘ ist der panische gemeint. Dieser Gott ist nach der Sage der Erfinder des Schneckenhorns, eines Instrumentes, das die Griechen Syrinx, d. h. Schnecke nennen; beim Kampf gegen die Titanen soll er darauf geblasen und sie damit in die Flucht getrieben haben. Pausanias sagt in der Beschreibung von Phokis: In der Nacht überfiel sie panische Angst. (Denn einen Schrecken, der ohne Grund entsteht, heißt es, schickt der Pan.)“

Andere Bezeichnungen:
- Πανικὸν δεῖμα Panikon deima
- Πάνειον δεῖμα Paneion deima
- Πανικὸς θόρυβος Panikos thorybos (θόρυβος thorybos: „Lärm“)
- Πανικὴ ταραχή Panike tarache (ταραχή tarache: „Verwirrung“)
- lateinisch: „Panicus casus“ (casus: „Vorfall“)

## Δεῖμος καὶ Φόβος
Δεῖμος καὶ Φόβος
Deimos kai Phobos
„Furcht und Schrecken“

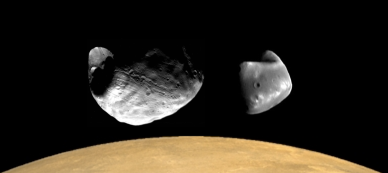
Die Marsmonde Deimos und Phobos
Δεῖμος καὶ Φόϐος

Deimos und Phobos sind Söhne und Begleiter des Kriegsgottes Ares Ἄρης. Furcht (Phobos) und Schrecken (Deimos) spornten in der griechischen Mythologie die eigenen Kämpfer an, während sie die Reihen der Feinde durcheinanderbrachten.
Deimos und Phobos sind auch die Namen der beiden Monde des Planeten Mars, dessen Namen sich vom römischen Äquivalent für den griechischen Ares herleitet. Sie sind vermutlich nicht zusammen mit dem Mars entstanden, sondern eingefangene Planetoiden und haben deshalb auch keine Kugelgestalt. Ihre Entdeckung durch den US-Amerikaner Asaph Hall im Jahr 1877 war eine wissenschaftliche Sensation. Den Namen schlug der Engländer Henry Madan vor.
Hätte Edward Holden noch einen dritten Marsmond entdeckt, hätte dieser vermutlich den Namen Enyo, Ένυώ, bekommen, der Personifikation des Kampfgetümmels.

## δέκα λόγοι
δέκα λόγοι
deka logoi
„Zehn Worte“
Die Zehn Gebote, der so genannte Dekalog (vom hebräischen עשרת הדברים Aseret ha-Dvarîm „zehn Worte“), sind eine Zusammenstellung von Grundregeln des menschlichen Verhaltens im Tanach, der Hebräischen Bibel. Der Dekalog richtet sich nur an freie erwachsene männlichen Israeliten, die gegenseitig ihre Freiheit und Lebensgrundlage respektieren sollen. Frauen, Sklaven, Kinder und Nichtisraeliten werden nicht angesprochen.
Die Zahl Zehn hängt vermutlich mit der Merkbarkeit zusammen, was durch die Abzählbarkeit an den Fingern erleichtert wurde. Sie sind in ihrer Kurzform und mit Illustrationen, die Lucas Cranach der Ältere für das Rathaus von Wittenberg anfertigte:
| Bild                                                 | Nr. | Anmerkungen |
| ---------------------------------------------------- | --- | --- |
| Lucas Cranach der Ältere, Die Zehn Gebote: 1. Gebot  | 1   | Du sollst keine anderen Götter neben mir haben. Οὐκ ἔσονταί σοι θεοὶ ἕτεροι πλὴν ἐμοῦ. Ouk esontai soi theoi heteroi plēn emou. Das Judentum folgt der Tora und behandelt die Selbstvorstellung des israelitischen Gottes als eigenständiges erstes Gebot: „Ich bin der Herr, dein Gott, der dich aus dem Sklavenhaus Ägypten geführt hat.“ Der Folgesatz geht unmittelbar daraus hervor. Das Bilderverbot dagegen wird als zweites Gebot gezählt. |
| Lucas Cranach der Ältere, Die Zehn Gebote: 2. Gebot  | 2   | Du sollst den Namen des Herrn, deines Gottes, nicht missbrauchen. Οὐ λήψει τὸ ὄνομα Κυρίου τοῦ Θεοῦ σου ἐπὶ ματαίῳ. Ou lēpsei to onoma Kyriou tou Theou sou epi mataiō. Den Namen Gottes missbrauchen heißt, ihn in leichtfertiger, oder unaufrichtiger Absicht zu gebrauchen. Damit werden nicht Eide untersagt, sondern der Meineid. Es verbietet jede Manipulation mit dem Gottesnamen wie Zauberei, Fluch und falsche Prophetie.               |
| Lucas Cranach der Ältere, Die Zehn Gebote: 3. Gebot  | 3   | Gedenke, dass du den Sabbat heiligst… Μνήσθητι τὴν ἡμέραν τῶν σαββάτων ἁγιάζειν αὐτήν… Mnēsthēti tēn hēmera tōn sabbatōn hagiazei autēn. Der siebte Tag ist ein Ruhetag, der Gott geweiht ist, der in sechs Tagen die Welt erschuf und am siebten Tag ruhte. |
| Lucas Cranach der Ältere, Die Zehn Gebote: 4. Gebot  | 4   | Du sollst deinen Vater und deine Mutter ehren. Τίμα τὸν πατέρα σου καὶ τὴν μητέρα σου. Tima ton patera sou kai tēn mētera sou. Die Einhaltung dieses Gebotes ist eine wichtige Voraussetzung für sozialen Frieden. Es richtet sich an Erwachsene, nicht an Kinder. Das Ehren der Eltern bedeutete, dass sie Kleidung und Nahrung bis zum Tod und ein würdiges Begräbnis erhielten.                                                                 |
| Lucas Cranach der Ältere, Die Zehn Gebote: 5. Gebot  | 5   | Du sollst nicht töten. Οὐ φονεύσεις. Ou phoneuseis. Dieses Gebot verbietet den Mord. Er bezieht sich nicht auf unbeabsichtigten und entschuldbaren Totschlag. Töten ist erlaubt beim Vollzug der Todesstrafe und im Krieg. Dieses Gebot war eine Lebenssicherung unter Nachbarn. |
| Lucas Cranach der Ältere, Die Zehn Gebote: 6. Gebot  | 6   | Du sollst nicht stehlen. Οὐ κλέψεις. Ou klepseis. Das Recht auf Privateigentum ist zu respektieren. Diebstahl wird bestraft. Besitz war Grundlage für die Freiheit. Wer seinen Besitz verlor, musste in die Sklaverei. |
| Lucas Cranach der Ältere, Die Zehn Gebote: 7. Gebot  | 7   | Du sollst nicht ehebrechen. Οὐ μοιχεύσεις. Ou moicheuseis. Die Gedanken und Begierden sind Gott nicht verborgen und fallen unter sein Gesetz. Hier ging es um den Schutz der Ehe, die Legitimität der Nachkommenschaft und damit auch um die Altersversorgung. Im katholischen Katechismus heißt es: „Du sollst nicht Unkeuschheit treiben.“ |
| Lucas Cranach der Ältere, Die Zehn Gebote: 8. Gebot  | 8   | Du sollst nicht Falsches gegen deinen Nächsten aussagen. Οὐ ψευδομαρτυρήσεις κατὰ τοῦ πλησίον σου μαρτυρίαν ψευδῆ. Ou pseudomaryreuseis kata tou plēsion sou martyrian pseudē. Dieses Gebot untersagt falsches Zeugnis vor Gericht, schließt aber auch üble Nachrede ein. Es soll verhindern, dass ein falscher Zeuge vor Gericht jemanden um sein Leben, seinen Besitz oder seinen guten Ruf bringt.                                              |
| Lucas Cranach der Ältere, Die Zehn Gebote: 9. Gebot  | 9   | Du sollst nicht begehren deines Nächsten Haus. Οὐκ ἐπιθυμήσεις τὴν οἰκίαν τοῦ πλησίον σου. Ouk epistymeseis tēn oikian tou plēsion sou. Katholiken und Lutheraner unterscheiden innerhalb des Verbotes, fremden Besitz zu begehren, zwei Gebote: Das neunte Gebot ist bezogen auf das Haus des Nächsten. |
| Lucas Cranach der Ältere, Die Zehn Gebote: 10. Gebot | 10  | Du sollst nicht begehren deines Nächsten Weib. Οὐκ ἐπιθυμήσεις τὴν γυναῖκα τοῦ πλησίον σου. Ouk epitymeseis tēn gynaika tou plēsion sou. Das zehnte Gebot ist bezogen auf den sonstigen Besitz, Frau, Diener, Vieh. Verboten sind alle Machenschaften, den Nächsten um seinen Besitz zu bringen. |

Die Zahl der Einzelforderungen lässt sich auf verschiedene Weise mit der Zahl Zehn zur Deckung bringen und wird von Juden und christlichen Konfessionen unterschiedlich eingeteilt.

## Δελφικὰ παραγγέλματα
Δελφικὰ παραγγέλματα
Delphika parangelmata
„delphische Sprüche“
Die Sprüche der Sieben Weisen in Delphi wiesen den Menschen zunächst in seine Sterblichkeit ein.
Nach dem Prolog des Ludus Septem Sapientum (Das Spiel der Sieben Weisen) des römischen Dichters Ausonius tritt ein Ludius, eine lustige Person auf, der die bekannten Sprüche aufzählt.
Delphis Solonem scripse fama est Atticum:

γνῶθι σεαυτόν, quod Latinum est: nosce te.

multi hoc Laconis esse Chilonis putant.

Spartane Chilon, sit tuum necne ambigunt,

quod iuxta fertur: ὅρα τέλος μακροῦ βίου,

finem intueri longae vitae qui iubes.

multi hoc Solonem dixe Croeso existimant.

et Pittacum dixisse fama est Lesbium:

γίγνωσκε καιρόν; tempus ut noris iubet.

sed καιρός iste tempestivum tempus est.

Bias Prieneus dixit: οἱ πλεῖστοι κακοί,

quod est Latinum: plures hominum sunt mali:

sed inperitos scito, quos dixit malos.

μελέτη τὸ πᾶν, Periandri id est Corinthii:

meditationem posse totum qui putat.

ἄριστον μέτρον esse dicit Lindius

Cleobulus; hoc est: optimus cunctis modus.

Thales sed ἐγγύα, πάρα δ’ ἄτα protulit.

Spondere qui nos, noxa quia praes est, vetat.

hoc nos monere faeneratis non placet.

dixi, recedam, legifer venit Solon.
In Delphi, heißt's, schrieb Solon von Athen

γνῶθι σεαυτόν, zu deutsch: erkenne dich.

Doch manche meinen, dies sei Chilons Wort.

Spartaner Chilon, auch wird drum gestritten,

Ob dein der andre Spruch sei: ὅρα τέλος

μακροῦ βίου, den man dir zuschreibt, da du

Befiehlst, das Ende eines langen Lebens

Erst abzuwarten. Viele meinen auch,

Daß Solon dies zu Kroisos einst gesagt.

Doch Pittakos von Lesbos, heißt es, habe

Gesagt: γίγνωσκε καιρόν und ermahnt:

Erkenn die Zeit, — καιρός ist 'rechte Zeit'.

Und Bias von Priene sprach: οἱ πλεῖστοι

κακοί, das heißt auf Deutsch: die meisten Menschen

Sind schlecht; — versteh', die Toren nennt er schlecht. —

Und Periander aus Korinth: μελέτη

τὸ πᾶν; Bedacht, meint er, vermöge alles.

ἄριστον μέτρον lehrte Kleobulos

Aus Lindas, — deutsch: das Beste ist das Maß.

Und Thales sprach: ἐγγύα, πάρα δ’ ἄτα;

Er warnt vor Bürgschaft, da sie Schaden bringt.

Dem, der entleiht, mißfällt zwar diese Mahnung.

Ich hab' gesprochen, trete ab; und Solon,

Der die Gesetze gab, tritt auf.

(Übersetzung: Bruno Snell)
Der Philologe Bruno Snell weist darauf hin, dass man bei den Sieben Weisen vor allem an ihre Aussprüche dachte, deren älteste und am meisten anerkannte Verteilung die Folgende zu sein scheint:
| Weiser                | Original            | Übersetzung                        |
| --------------------- | ------------------- | ---------------------------------- |
| Thales von Milet      | Γνῶθι σεαυτόν.      | Erkenne dich selbst!               |
| Solon von Athen       | Μηδὲν ἄγαν.         | Nichts zu sehr!                    |
| Chilon von Sparta     | Ἐγγύα, πάρα δ’ ἄτα. | Bürgschaft, — schon ist Unheil da. |
| Pittakos von Mytilene | Γίγνωσκε καιρόν.    | Erkenne den passenden Augenblick!  |
| Bias von Priene       | Οἱ πλεῖστοι κακοί.  | Die Meisten sind schlecht.         |
| Kleobulos von Lindos  | Μέτρον ἄριστον.     | Maß ist das Beste.                 |
| Periander von Korinth | Μελέτη τὸ πᾶν       | Habe das Ganze im Sinn.            |

## Δεν ελπίζω τίποτα.
Δεν ελπίζω τίποτα.
Den elpízo típota.
„Ich erhoffe nichts.“

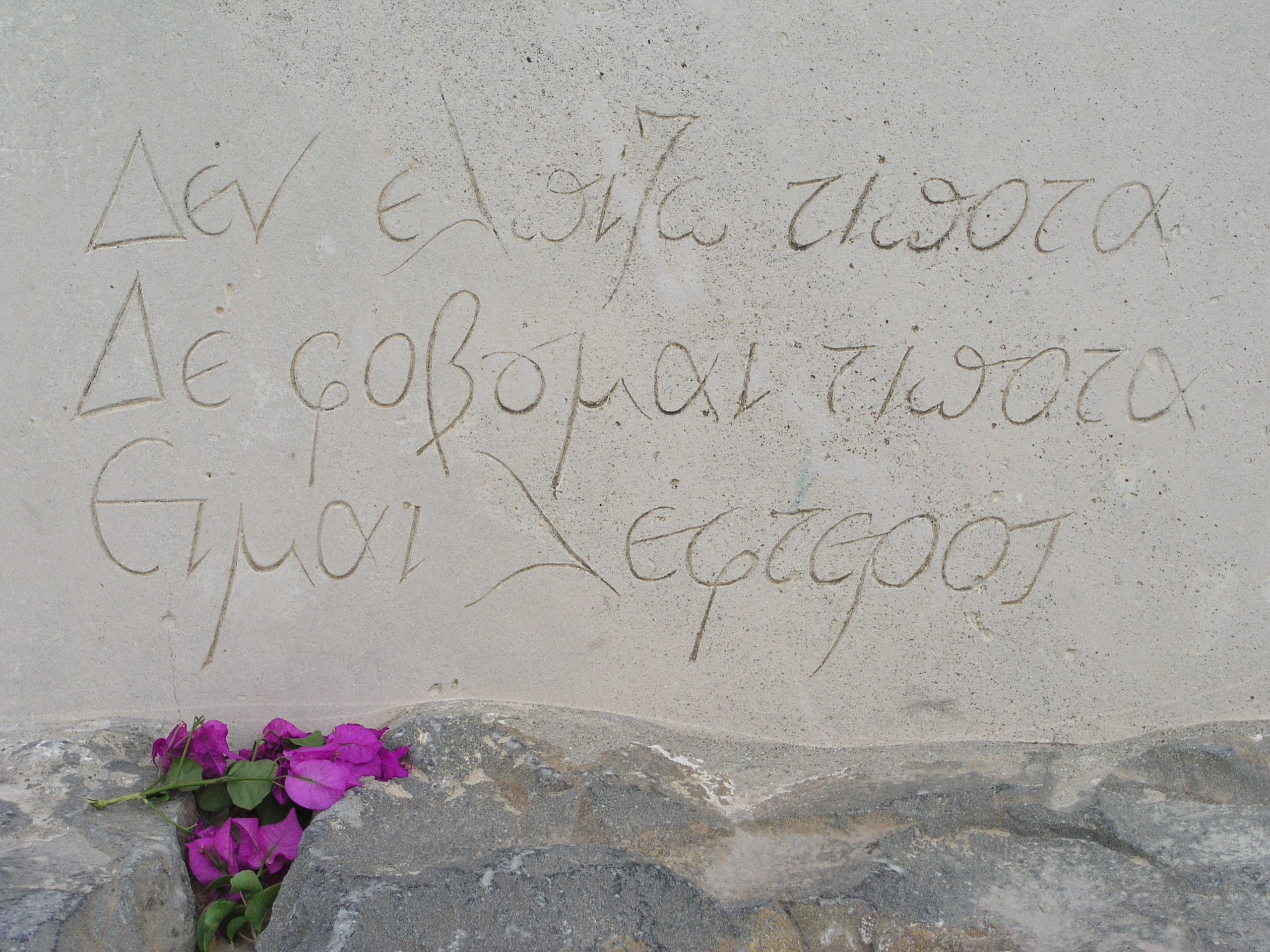
Δεν ελπίζω τίποτα...
„Ich erhoffe nichts …“

Anfang der Grabinschrift des griechischen Dichters Nikos Kazantzakis in seinen eigenen Schriftzügen, die er selbst gewählt hat. Der ganze Text lautet:
Δεν ελπίζω τίποτα.

Δε φοβʊ́μαι τίποτα.

Είμαι λέφτερος.
Den elpízo típota.

De fovoúme típota.

Íme léfteros.
Ich erhoffe nichts.

Ich fürchte nichts.

Ich bin frei.
Kazantzakis starb nach einer Chinareise im Jahr 1957, von seiner Krebserkrankung geschwächt, in der Universitätsklinik Freiburg an einer zu spät therapierten asiatischen Grippe. Sein Grab befindet sich auf der südlichen Martinengo-Bastion der venezianischen Stadtmauer von Iraklio. Ihm wurde wegen seiner unorthodoxen Ansichten die Bestattung auf einem kirchlichen Kirchhof verweigert.
In einer historischen Notiz von Radio Kreta zu Nikos Kazantzakis heißt es:

„Als Nikos Kazantzakis am 26. Oktober 1957, auf einem Auge fast erblindet, herzkrank und von der asiatischen Grippe geschwächt, in Freiburg im Breisgau verstarb, verweigerte sie [sc. die orthodoxe Kirche] ihm auf Kreta ein christliches Begräbnis.
Kulturschaffenden und dem kretischen Volk ist es zu verdanken, dass Nikos Kazantzakis ein Ehrengrab auf der südlichen Martinengo-Bastion in Iraklion erhielt. Seine Frau Eleni, 2004 verstorben, liegt in seiner Nähe. Auf der Vorderseite der Steinplatte, dies sein Grab bedeckt, steht die Inschrift: Den elpiso tipota, den fobame tipota, eimai lefteros. [sic!] Ich erhoffe nichts, ich fürchte nichts, ich bin frei.“

## Δεν μυρίζουν.
Δεν μυρίζουν.
Den myrizoun.
„Es stinkt nicht.“

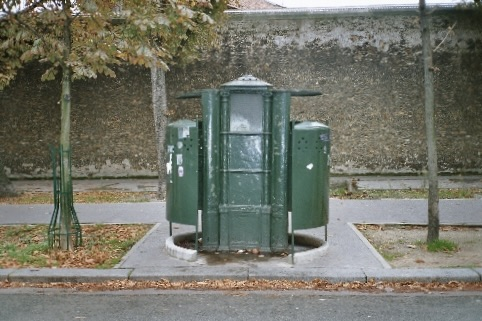
Vespasienne in Paris

Diese bekannte Floskel sagte Kaiser Vespasian zu seinem Sohn Titus, als ihn dieser wegen der Latrinensteuer tadelte. Der unverkürzte Satz lautet:
„Τα χρήματα δεν μυρίζουν.“
Ta chrēmata den myrizoun.
„Geld stinkt nicht.“
Urin wurde im alten Rom als Mittel für die Ledergerbung und als Wäschereinigungsmittel eingesetzt. Um die Staatskassen zu füllen, erhob Kaiser Vespasian auf öffentliche Toiletten eine Latrinensteuer. Der Geschichtsschreiber Sueton überliefert, dass Vespasian die Steuer vor seinem Sohn Titus rechtfertigte, indem er ihm Geld unter die Nase gehalten und gefragt habe, ob der Geruch ihn störe. Als er verneinte, habe er geantwortet: „Atqui e lotio est“ („Und doch kommt es vom Urin.“).
Das Sprichwort entspricht grammatikalisch und semantisch auch der aktuellen Neugriechischen Sprache und ist geläufig.
Die lateinische Redewendung „Pecunia non olet“ („Geld stinkt nicht“) hat sich bis heute gehalten, um den Erwerb von Geld aus unsauberen Einnahmequellen zu rechtfertigen. Die öffentlichen Toiletten in Paris heißen noch heute Vespasienne.

## Δέσποιν’ ὁποία, τοῖαι καὶ θεραπαινίδες.
Δέσποιν’ ὁποία, τοῖαι καὶ θεραπαινίδες.
Despoin’ hopoia, toiai kai therapainides.
„Wie der Herrin Art, so auch ihre Mägde.“
Variante zu Ὁποῖα ἡ δέσποινα, τοῖαι καὶ αἱ θεραπαινίδες. („Wie die Herrin, so die Dienerinnen.“)

## Δεῦτε ὀπίσω μου, καὶ ποιήσω ὑμᾶς γενέσθαι ἁλιεῖς ἀνθρώπων.

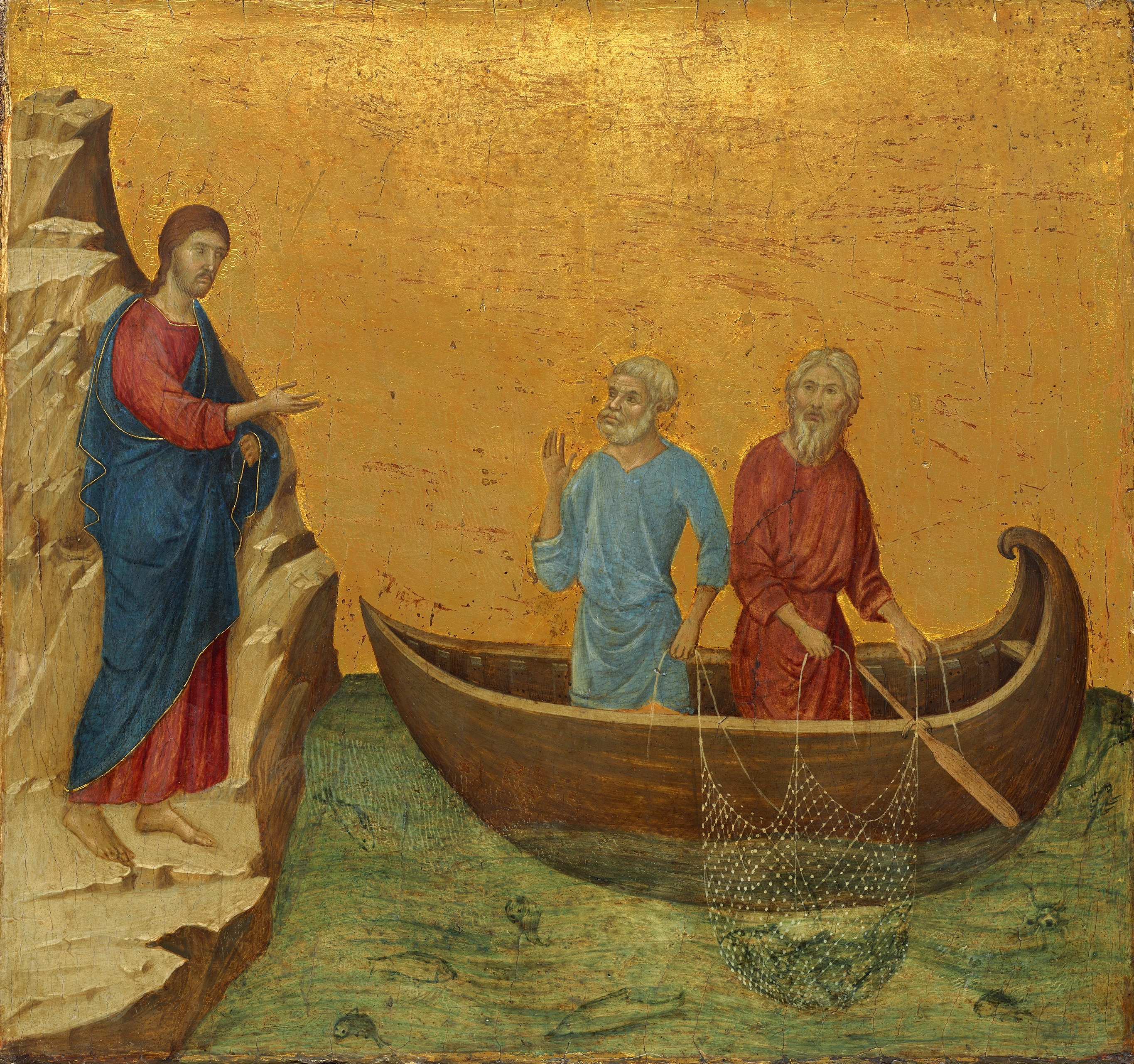
Duccio di Buoninsegna: Die Berufung der Apostel Simon und Andreas

Δεῦτε ὀπίσω μου, καὶ ποιήσω ὑμᾶς γενέσθαι ἁλιεῖς ἀνθρώπων.
Deute opisō mou, kai poiēsō hymas genesthai halieis anthrōpōn.
„Folget mir nach; ich will euch zu Menschenfischern machen!“
Mit diesen Worten berief Jesus im Evangelium nach Markus seine beiden ersten Apostel, die Fischer Simon Petrus und Andreas:

„16 Als Jesus am See von Galiläa entlangging, sah er Simon und Andreas, den Bruder des Simon, die auf dem See ihre Netze auswarfen; sie waren nämlich Fischer. 17 Da sagte er zu ihnen: Kommt her, mir nach! Ich werde euch zu Menschenfischern machen. 18 Und sogleich ließen sie ihre Netze liegen und folgten ihm nach.“

Den synoptischen Evangelien zufolge wohnten beide in Kafarnaum am See Genezareth. Dort besaßen sie ein Haus, wo auch Simons Schwiegermutter lebte. Auf dessen Überresten kann eine der ersten Pilgerstätten des Urchristentums errichtet worden sein, die Archäologen in Kafarnaum ausgegraben haben.

## Δεῦτε πρός με πάντες οἱ κοπιῶντες καὶ πεφορτισμένοι.
Δεῦτε πρός με πάντες οἱ κοπιῶντες καὶ πεφορτισμένοι, κἀγὼ ἀναπαύσω ὑμᾶς.
Deute pros me pantes hoi kopiōntes kai pephortismenoi, kagō anapausō hymas.
„Kommet alle zu mir, die ihr mühselig und beladen seid; ich will euch erquicken.“
Aufforderung Jesu im Evangelium nach Matthäus.
Einer unter anderem von Georg Büchmann überlieferten Legende zufolge setzte der Pariser Gastwirt Boulanger eine humoristische Veränderung der Vulgata-Übersetzung dieser Bibelstelle über den Eingang seines Wirtshauses und wurde dadurch Schöpfer des Wortes Restaurant:

“Venite ad me omnes, qui stomacho laboratis, et ego vos restaurabo.”

„Kommt zu mir alle, die ihr am Magen geplagt werdet, und ich werde euch wieder aufrichten.“

In der Vulgata heißt es:

“Venite ad me omnes qui laboratis et onerati estis et ego reficiam vos.”

Ein Restaurant war ursprünglich ein Gasthaus, in dem man eine Kraftbrühe, „restaurant“, zu sich nehmen konnte. Laut der Legende erstritt Boulanger sich 1765 gegen den Widerstand der Zunft der Köche die Genehmigung, neben Suppen auch andere kleine Gerichte anzubieten.

## Δευτέρα Παρουσία
Δευτέρα Παρουσία
Deutéra Parousía
„die Zweite Gegenwart“
Als die Zweite Gegenwart (Wiederkunft) Christi (Parusie) bezeichnet die christlichen Theologie die erwartete Wiederkunft Jesu Christi zum Jüngsten Gericht, das zweite Kommen des Messias. Im Frühchristentum wurde diese zweite Ankunft zeitlich nah erhofft. Heute betonen die großen Kirchen, dass der Zeitpunkt der zweiten Ankunft des Messias nicht vorhersagbar ist. Nach christlicher Auffassung werden dann alle Toten auferstehen. Was das konkret bedeutet, darüber besteht ein relativ breites Meinungsspektrum. Den Gläubigen ist zwar bekannt, dass – aber nicht wann – das Jüngste Gericht stattfinden wird.
Das Jüngste Gericht teilt die Menschen endgültig in „gute“ und „böse“. Dies kommt auch in anderen Höllendrohungen Jesu zum Ausdruck. Entsprechend der Bedeutung des Jüngsten Gerichts im christlichen Mittelalter findet man bildliche Darstellungen von der Romanik bis in die frühe Renaissance, vor allem aber in der Gotik.
Das Bildprogramm folgt dabei einem typischen Muster. Meist befindet sich oben mittig der thronende Christus (Pantokrator [i. e. „Allherrscher“], Salvator mundi [i. e. „Erlöser der Welt“, Heiland]), flankiert von Aposteln und/oder Heiligen. Stets werden (vom Betrachter gesehen) links die Seligen dargestellt, die in den Himmel auffahren, und rechts die Verdammten, die zur Hölle herabstürzen.

## Δεύτερος πλοῦς
δεύτερος πλοῦς
Deúteros ploús
„zweitbeste Fahrt“
Aus dem Dialog Phaedo.

## Δημοσθένης Δημοσθένους Παιαιεὺς τάδ’ εἶπεν.

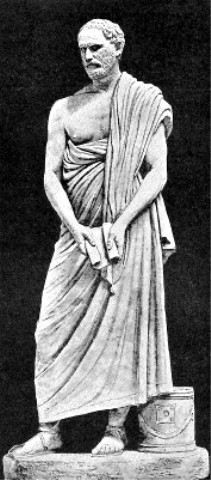
Demosthenes

Δημοσθένης Δημοσθένους Παιαιεὺς τάδ’ εἶπεν.
Dēmosthenēs Dēmosthenou Paianieus tad’ eipen.
„Demosthenes, Sohn des Demosthenes aus Paiania, sagte Folgendes.“
Spottvers der Athener auf den Redner Demosthenes, der in der athenischen Volksversammlung ständig neue Anträge stellte.
Demosthenes soll missmutig gewesen sein, ein Eindruck, den sein Porträt verstärkt. Laut Überlieferung hat er „finsteren Ernst zur Schau getragen“. Der schlichte griechische Mantel kann als Zeichen für die Abkehr vom bequemen Leben gewertet werden, denn damit werden sonst nur Philosophen, die ein einfaches Leben predigten, dargestellt. Dabei blickt Demosthenes kummervoll vor sich hin.
Auf Grund des unermüdlichen Wirkens des Demosthenes, der als einer der ersten die von König Philipp II. ausgehende Bedrohung erkannte, wurden die Athener wachsam und auch andere griechische Staaten gegenüber der Gefahr aus Makedonien sensibilisiert. Als es im Jahr 340 v. Chr. schließlich zum Krieg zwischen Makedonen und Athenern kam, brachte Demosthenes eine antimakedonische Allianz zusammen. Er erinnerte an den gemeinsamen Kampf der Griechen gegen die Perserkönig und stilisierte den Konflikt zu einem Freiheitskrieg der Griechen hoch.
Im Mittelpunkt der Volksversammlung stand mit einem ein Drittel aller Beschlüsse die Außenpolitik. Weitere Beschlüsse beinhalteten Ehrungen, die Berechtigung zu Speisung auf öffentlichen Kosten oder auch die Befreiung von Abgaben. Außerdem wurde die Nahrungsmittelversorgung erörtert und über Einnahmen und Ausgaben verhandelt. Zu den meisten dieser Themen sind Anträge und Reden von Demosthenes überliefert. Er selbst sagte:

„Das Volk der Athener ist Herr über alles in der Stadt; und es ist ihm erlaubt, zu machen, was es will.“

## Διαίρει καὶ βασίλευε.
Διαίρει καὶ βασίλευε.
Diairei kaì basileue.
„Teile und herrsche!“
Lateinisch: Divide et impera!
Nach diesem Herrschaftsprinzip wird ein Volk oder eine Gruppierung in Untergruppen aufgespalten, damit sie leichter zu beherrschen sind. Diese Maxime ist wahrscheinlich nicht antik, wenngleich diese Strategie sehr alt ist. Praktiziert wurde sie bereits im Römischen Reich. Die einzelnen Mitgliedsstaaten hatten nur Verträge mit der Zentralmacht Rom, Verträge untereinander abzuschließen war verboten.
Als diviser pour régner (französisch für teilen, um zu herrschen) ist es angeblich auch ein Ausspruch des französischen Königs Ludwig XI. Heinrich Heine schrieb 1842 aus Paris: „König Philipp hat die Maxime seines makedonischen Namensgenossen, das „Trenne und herrsche“, bis zum schädlichsten Übermaß ausgeübt.“ Der damit gemeinte Philipp von Makedonien hatte mit dieser Strategie die Vorherrschaft über die griechischen Stadtstaaten errungen.

## δικέφαλος ἀετός
δικέφαλος ἀετός
dikephalos aëtos
„doppelköpfiger Adler“

Doppeladler des Patriarchats von Konstantinopel

Der heraldische Doppeladler ist ein doppelköpfiger Adler. Der erste bekannte Doppeladler stammt aus dem alten Babylonien. In der Teppichweberei wurden die Figuren umgekehrt wiederholt. Durch Verkürzung entstanden aus gegenüberstehenden Adlern doppelköpfige Tiere.
Im späten Byzantinischen Reich wurde der doppelköpfige Adler bei Kaisern aus der Familie der Palaiologen gebräuchlich. Von dort übernahm das Russische Zarenreich im Jahr 1487 als „das dritte Rom“ den Doppeladler.

## Δίκης ὄνομα οὐκ ἂν ᾔδεσαν, εἰ ταῦτα μὴ ἦν.
Δίκης ὄνομα οὐκ ἂν ᾔδεσαν, εἰ ταῦτα μὴ ἦν.
Dikēs onoma ouk an ēidesan, ei tauta mē ēn.
„Den Namen des Rechtes würde man nicht kennen, wenn es das Unrecht nicht gäbe.“
Zitat des Philosophen Heraklit, das der Kirchenschriftsteller Clemens von Alexandria in seinen Stromateis („Teppichen“) wieder aufgriff. Otto Stählin übersetzte die Stelle auf folgende Weise:

„Richtig sagt also Herakleitos: ‚Der Dike (des Rechtes) Name würde man nicht kennen, wenn es dieses (das Unrecht) nicht gäbe.‘“

## Δίκης ὀφθαλμός
Δίκης ὀφθαλμός
Dikēs ophthalmos
„Auge der Dike“

Die der Dike entsprechende Justitia wird gern mit verbundenen Augen dargestellt, hier im Wappen von Großrudestedt.

Das Auge des Gesetzes meint eigentlich das Auge der Hore Dike, das nichts übersieht. Im Satzzusammenhang heißt es in den Monosticha des Dichters Menander:

«Ἔστιν Δίκης ὀφθαλμός, ὃς τὰ πάνθ’ ὁρᾷ.»

„Das Recht besitzt ein Auge, welches alles sieht. (Oder:)
Die Dike hat ein Auge, das nichts übersieht.“

Lateinisch:

“Iustitiae est oculus: is nihil non perspicit.”

Der Humanist Erasmus von Rotterdam schreibt in seiner Sprichwörtersammlung Adagia:

„Auge des Gesetzes nennt man einen gerechten und unbestechlichen Richter oder auch das Gericht selbst. Die Redensart erwähnt Suidas. Hervorgegangen ist sie wahrscheinlich aus Chrysipps Beschreibung der Iustitia bei A. Gellius, Buch 14, Kap. 4, wo er sie mit durchdringendem, geradeaus gerichtetem und starrem Blick darstellt, weil, wie er sagt, derjenige, der ein gerechtes Urteil fällen soll, seine Blicke unverwandt auf die sittliche Ordnung gerichtet halten muß. Berühmt ist der sprichwörtliche Trimeter: ‚Allsehend wacht das Auge der Gerechtigkeit.‘“

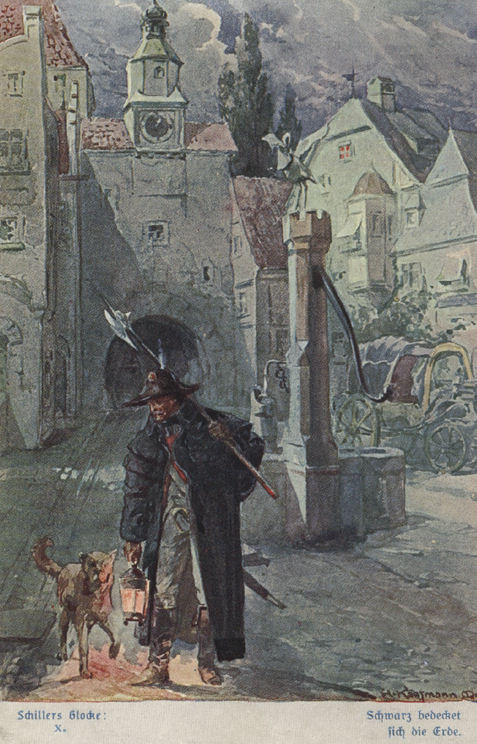
Das Auge des Gesetzes bei Schillers Lied von der Glocke

In den Hymnen des „Orpheus“ heißt es in der 63. Hymne „Der Dike“:
Ich preise das Auge der Dike,

der alles sehenden Lichtgestalt!

Die sich zum Sitze erwählte

den heiligen Thron des herrschenden Zeus!
Im Deutschen wurde diese Wendung durch Schillers Gedicht Das Lied von der Glocke zum geflügelten Wort:
Schwarz bedecket

Sich die Erde;

Doch den sichern Bürger schrecket

Nicht die Nacht,

Die den Bösen gräßlich wecket;

Denn das Auge des Gesetzes wacht.

## Δὶς παῖδες οἱ γέροντες.
Δὶς παῖδες οἱ γέροντες.
Dis paides hoi gerontes.
„Alte Männer sind doppelt Knaben.“
Lateinisch: Bis pueri senes.
Titel einer Satire des römischen Polyhistors Marcus Terentius Varro.
Im antiken Griechenland fanden sich nach einer Zweiteilung der Lebensalter in jung und alt eine Dreiteilung in
1. Jugend (νέος neos),
2. mittleres Alter (μέσος mesos),
3. Greis (γέρων geron).

Im antiken Rom überwog eine Drei- bzw. Vierteilung der Lebensalter. Varro differenzierte allerdings fünf Lebensalter:
1. pueri (bis 15 Jahre),
2. adulescentes (16 bis 30),
3. iuvenes (31 bis 45),
4. seniores (46 bis 60),
5. senes (61 bis zum Lebensende).

Von Varro stammt übrigens die Errechnung des Jahres 753 v. Chr. für die (legendäre) Gründung der Stadt Rom, die natalis urbis. Jedoch begann die Jahreszählung „ab urbe condita“ („varronische“ Zählung genannt) sich erst in der Spätantike durchzusetzen. Vorerst datierte man weiterhin, auch in der Kaiserzeit, nach den Konsuln der Jahre. Wie Cicero zeigt, galt das von Varro errechnete Datum als unsicher:

“est enim inter scriptores de numero annorum controversia”

„denn bei den Schriftstellern herrscht im Hinblick auf die Jahre [i. e. seit der Stadtgründung] Streit“

## Δοκεῖ δέ μοι καὶ Καρχηδόνα μὴ εἶναι.

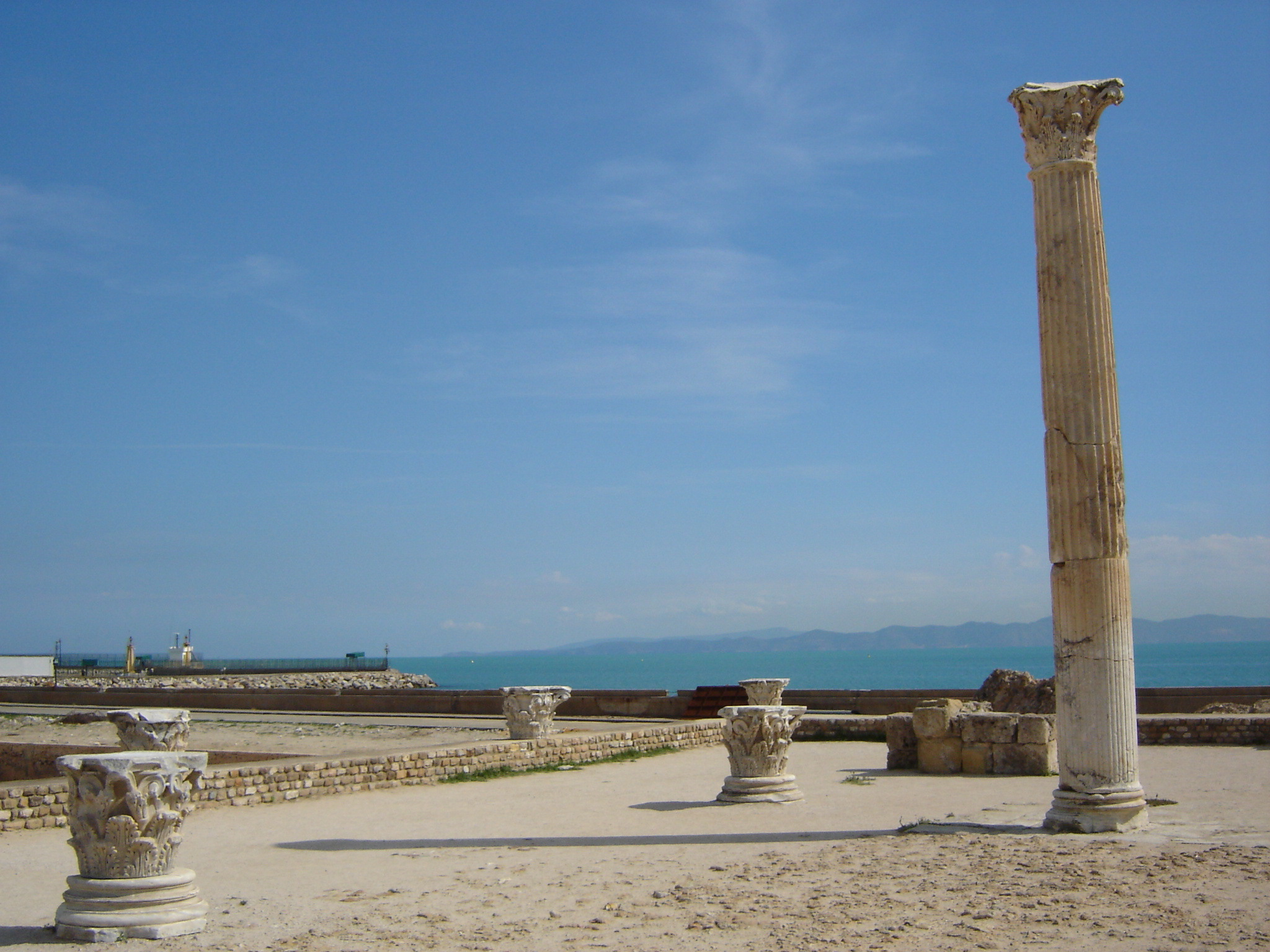
Ruinen von Karthago

Δοκεῖ δέ μοι καὶ Καρχηδόνα μὴ εἶναι.
Dokei de moi kai Karchēdona mē einai.
„Und es scheint mir gut, dass auch Karthago nicht mehr sei.“
Dieser Cato Censorius zugeschriebene Ausspruch, der in seiner lateinischen Version Ceterum censeo Carthaginem esse delendam immer noch bekannt ist, wird nur von Plutarch zitiert und zwar in seiner griechischen Form.
Konkret ging es darum, dass Cato in der Zeit vor Beginn des Dritten Punischen Krieges in jeder Senatssitzung die Zerstörung Karthagos beantragte und alle seine Reden mit diesem Ausspruch beendet haben soll – egal, was Gegenstand der Diskussion war. Während einer Rede ließ Cato wie zufällig drei riesige afrikanische Feigen aus den Falten seiner Toga fallen. Als diese bewundert wurden, denn die römischen Feigen waren damals noch von minderer Qualität, sagte er:

„Das Land, das diese Feigen trägt, ist nur drei Tage Seefahrt von Rom entfernt!“

Später wurden die einheimischen Feigen durch afrikanische Sorten veredelt.
Im Jahre 157 v. Chr. wurde Cato als Vermittler zwischen den Karthagern und den Numidiern nach Afrika geschickt. Dort bestärkte sich seine Überzeugung, dass Karthago eine Gefahr für Rom darstelle, und er setzte sich von da an unermüdlich für dessen Zerstörung ein. In Catos letztem Lebensjahr kam es zum Dritten Punischen Krieg. Drei Jahre später wurde Karthago endgültig zerstört. Die Legende, dass auf Karthagos Boden Salz gestreut wurde, um die Äcker unfruchtbar zu machen, stammt allerdings erst aus dem 19. Jahrhundert. Die Stadtfläche lag jedoch ein Jahrhundert lang brach. Erst im Jahr 122 v. Chr. versuchte der Reformer Gaius Sempronius Gracchus, Karthago als Colonia Iunonia Carthago wiederzugründen, stieß jedoch mit diesem Vorhaben auf den Widerstand des Senats.
Wirklich wiedererrichtet wurde Karthago als römische Kolonie unter Augustus 29 v. Chr. Die Stadt trug nun den Namen Colonia Iulia Concordia Carthago.

## Δοκεῖ γάρ τισιν ἀναγκαῖον εἶναι τηλικούτων φερομένων σωμάτων γίγνεσθαι ψόφον.
Δοκεῖ γάρ τισιν ἀναγκαῖον εἶναι τηλικούτων φερομένων σωμάτων γίγνεσθαι ψόφον.
Dokei gar tisin anangkaion einai tēlikoutōn pheromenōn sōmatōn gignesthai psophon.
„Einige glauben, bei der schnellen Bewegung so großer Körper müsse ein Ton entstehen.“
Mit diesen Worten leitet Aristoteles seine Beschreibung der Sphärenmusik ein. Er ist der Ansicht, wenn Sonne und Mond ihre Bahn nähmen, müsse unbedingt ein lauter Ton entstehen. Da es aber unverständlich erscheint, dass wir diesen Ton nicht hören, muss dieser Ton bei der Geburt noch hörbar sein. So scheinen die Menschen diese auf Grund der Gewohnheit nicht mehr wahrzunehmen.
Johannes Kepler erarbeitete 1619 ein vollständiges Konzept der Sphärenmusik in seinem Werk Harmonice Mundi, das auf den Verhältnissen der Umlaufzeiten der Planeten des Sonnensystems beruht.

## Δόξα ἐν ὑψίστοις Θεῷ.
Δόξα ἐν ὑψίστοις Θεῷ.
Doxa en hypsistois theō.
„Ehre sei Gott in der Höhe!“

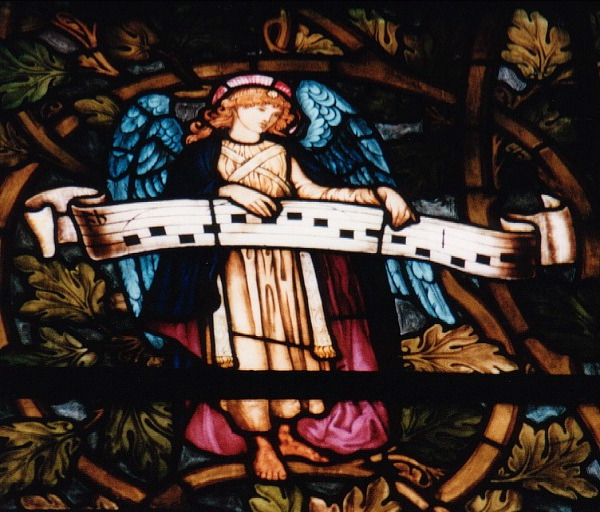
Verkündung der Engel

Bekannte Stelle aus der Weihnachtsgeschichte im Evangelium nach Lukas, die lateinisch mit „Gloria in excelsis Deo“ wieder gegeben wird. In der Geschichte von der Geburt Jesu wird erzählt, dass die Engel, nachdem sie den Hirten auf dem Feld die Nachricht vom neugeborenen Messiaskind ausgerichtet haben, Gott gemeinsam verherrlichen. Weil diese Verherrlichung Gottes von Engeln und von den himmlischen Chören ausgeht, nennt man diese Zeilen des Lukasevangeliums in der kirchlichen Tradition auch Hymnus angelicus, also Engelshymne. Der ganze Satz lautet:

«13 καὶ ἐξαίφνης ἐγένετο σὺν τῷ ἀγγέλῳ πλῆθος στρατιᾶς οὐρανίου αἰνούντων τὸν θεὸν καὶ λεγόντων· 14 δόξα ἐν ὑψίστοις θεῷ καὶ ἐπὶ γῆς εἰρήνη ἐν ἀνθρώποις εὐδοκίας.»

„13 Und plötzlich war bei dem Engel ein großes himmlisches Heer, das Gott lobte und sprach: 14 Ehre sei Gott in der Höhe und Friede auf Erden den Menschen seines Wohlgefallens.“

Doxologie ist ein Fachwort der Liturgie. Es bezeichnet das feierliche Rühmen der Herrlichkeit Gottes (δόξα doxa „Herrlichkeit“).
Das Neugriechische Δόξα τω Θεώ Doxa to theo bedeutet „Gott sei Dank“.

## δορίκτητος χώρα
δορίκτητος χώρα
doriktētos chōra
„mit dem Speer erworbenes Land“
Bezeichnung für im Krieg erworbene Agrarterritorien, eine Art von Landgewinnung, die der römische Architekt und Schriftsteller Vitruv später für das Römische Reich folgendermaßen legitimierte:

„Wie nämlich ein neugeborenes Kind ohne die Milch seiner Amme nicht ernährt und die Stufenleiter des Wachstums emporgeführt werden kann, so kann eine Bürgerschaft nicht ohne Ländereien und deren Früchte, die in ihren Mauern zusammenströmen, wachsen, und sie kann ohne Überfluss an Nahrungsmitteln nicht eine große Einwohnerschaft haben und die Bevölkerung nicht ohne Vorräte ernähren […]“

Alexander der Große schleuderte im Jahr 334 v. Chr. bei seinem Übergang nach Abydos, der engsten Stelle des Hellespont, seinen Speer ans Land und nahm so den asiatischen Boden symbolisch in Besitz. Damit begann sein großer Eroberungszug durch viele Länder.
Ähnliche Begriffe sind:
- δοριάλωτος dorihalōtos: „mit dem Speer erobert“
- δορίγαμβρος dorigambros: „durch die Verheiratung Krieg erregend“ (wie Helena)
- δοριθήρᾱτος dorithēratos: „mit dem Speer erjagt“
- δορικμής dorikmēs: „mit dem Speer bedrängt“
- δοριπετής doripetēs: „durch den Speer im Kampf gefallen“
- δορίπληκτος doriplēktos:„mit dem Speere getroffen“
- δορίπονος doriponos: „mit dem Speer kämpfend“
- δοριπτοίητα doriptoiēta: „durch den Speer gescheucht“, „in der Schlacht zerstreut“
- δορίτμητος doritmētos: „vom Speer durchbohrt“

## Δότε κρότον καὶ πάντες ἡμᾶς μετὰ χαρᾶς προπέμψατε.
Δότε κρότον καὶ πάντες ἡμᾶς μετὰ χαρᾶς προπέμψατε.
Dote kroton kai pantes hēmas meta charas propempsate.
„Nun so klatscht Beifall, und schickt uns alle freudig fort!“
Vorletzte Worte des Kaisers Augustus, bei denen er einen geläufigen Schlusssatz der Schauspiele zitierte:

“Acta est fabula, plaudite!”

„Die Geschichte ist vorbei, klatscht Beifall!“

Griechisch:

«Ἐπεὶ δὲ πάνυ καλῶς πέπαισται, δότε κρότον καὶ πάντες ἡμᾶς μετὰ χαρᾶς προπέμψατε.»

„Habe ich meine Rolle gut gespielt? Nun so klatscht Beifall, und schickt uns alle freudig fort!“

Seine wirklich letzten Worte soll Augustus an seine Frau Livia gerichtet haben:

“Livia nostri coniugii memor vive, ac vale!”

„Livia, lebe in Erinnerung an unsere Ehe, und lebe wohl!“

Der Historiker Sueton berichtet dies so:

„An seinem letzten Lebenstag fragte er immer wieder, ob wegen seines Zustandes draußen schon ein Auflauf entstanden sei. Dann verlangte er nach einem Spiegel, ließ sich die Haare kämmen und die herabhängenden Wangen heben und forschte die zu ihm eingelassenen Freunde aus, ob sie fänden, daß er die Komödie des Lebens bis zum Ende gut gespielt habe. Auch fügte er auf griechisch die auf der Bühne übliche Schlußformel hinzu: ‚Wenn es gut / Gefallen euch, gewähret Beifall diesem Spiel, / Und dankend laßt uns alle nun nach Hause gehen!‘ Darauf verabschiedete er alle, und während er noch einige Leute, die eben aus Rom gekommen waren, über die Krankheit von Drusus’ Tochter befragte, starb er plötzlich in den Armen Livias mit den Worten: ‚Livia, bleibe immer unserer glücklichen Ehe eingedenk und lebe wohl!‘“

## Δρακόντειοι νόμοι
Δρακόντειοι νόμοι
Drakonteioi nomoi
„drakonische Gesetze“
Die drakonische Gesetzgebung wurde in der Antike als in Blut geschrieben angesehen und wurde auch in der deutschen Sprache sprichwörtlich für eine übertrieben harte Bestrafung. Dabei wurde allerdings meist übersehen, dass Drakon die vorhandenen Gesetze lediglich kodifizierte und damit die willkürlichen und oft ausufernden Strafen der Vorzeit abschaffte.
Mit Hinsicht auf den vielfach vorgeschriebenen Gebrauch der Todesstrafe stellt der Historiker Plutarch fest:
Der Altphilologe Karl-Wilhelm Weeber merkt zu den Gesetzen Drakons Folgendes an:

„Die Gesetze Drakons seien mit Blut geschrieben, meinten manche Kritiker – und übersahen dabei, dass die Rechtskodifikation als solche einen gewaltigen Fortschritt in der Rechtssicherheit bedeutete. Fortan war den adligen Richtern eine willkürliche Rechtsprechung verwehrt, weil die Gesetze, auf drehbaren Holzblöcken aufgeschrieben, öffentlich aufgestellt und für jedermann einsehbar waren.“

Als Philologe stört Weeber die falsche Verwendung des Begriffs:

„Drakon wäre über die fragwürdige Rezeption seiner rechtsgeschichtlichen Großtat wohl einigermaßen erstaunt – und ziemlich verschnupft darüber, dass sich die sprachlich falsche Bildung ‚drakonisch‘ gegenüber dem richtigen ‚drakontisch‘ (Stamm: ‚Drakont-‘) durchgesetzt hat.“

## Δυστυχώς επτωχεύσαμεν.

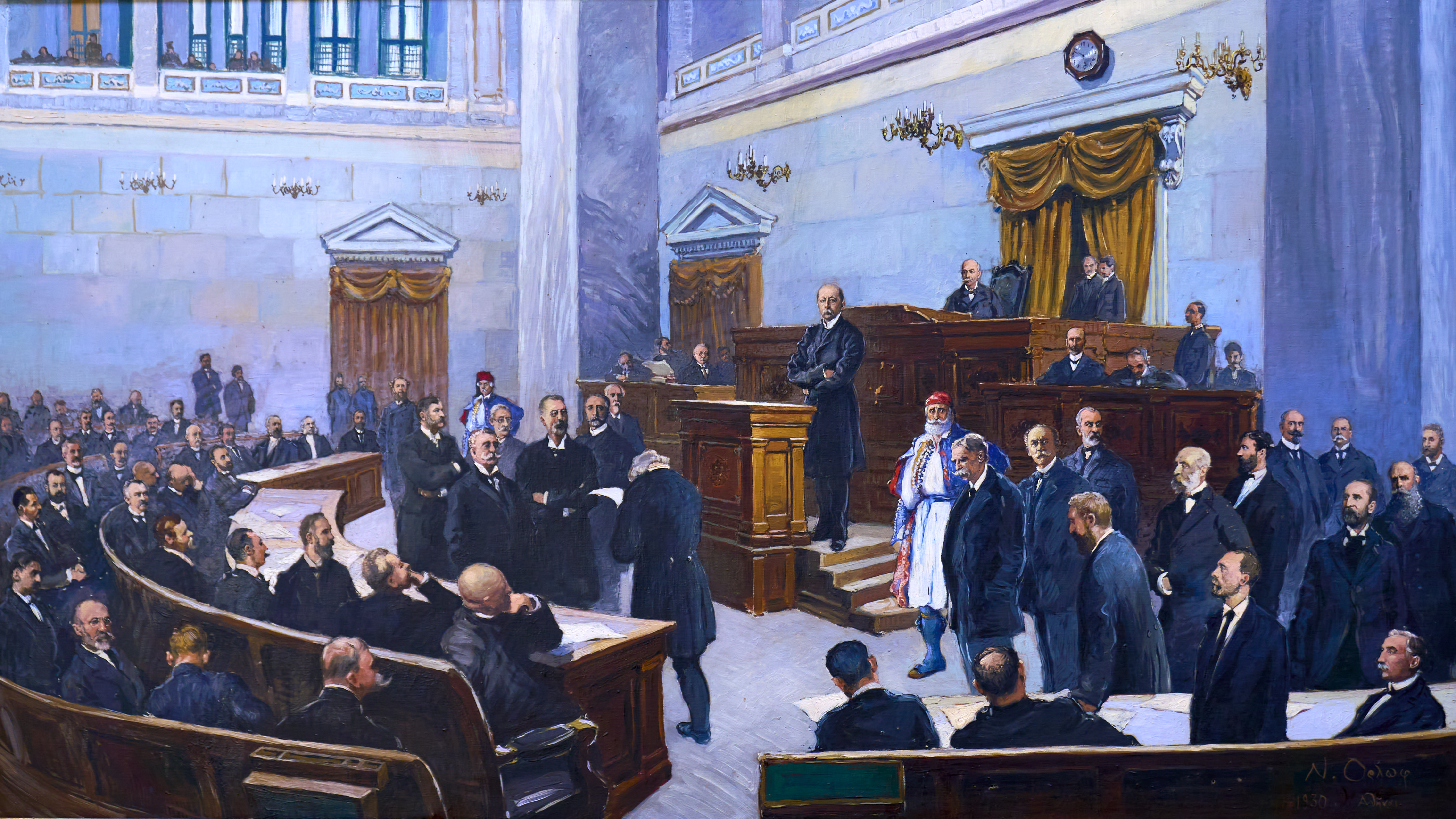
Parlamentssitzung mit Charilaos Trikoupis

Δυστυχώς επτωχεύσαμεν.
Dystychós eptochéfsamen.
„Bedauerlicherweise sind wir bankrott.“
Feststellung des griechischen Ministerpräsidenten Charilaos Trikoupis, der am 22. Juni 1892 zum sechsten Mal Ministerpräsident wurde. Zu diesem Zeitpunkt war das Staatsbudget vollständig verbraucht, was auf Wahlkampfversprechen zurückzuführen war. Seine Regierungserklärung fasste diesen Zustand mit diesen Worten zusammen. Da Trikoupis die Auslandsanleihen einstellte und alle nicht notwendigen Ausgaben beschnitt, musste er am 15. Mai 1893 zunächst erneut zurücktreten.
Während seiner siebten Amtszeit begannen die Planungen für die Olympischen Sommerspiele 1896 in Athen. Trikoupis war zunächst skeptisch und befürchtete, dass Griechenland die Kosten nicht tragen könnte. Schließlich war er jedoch überzeugt von der olympischen Idee und traf die notwendigen Vorkehrungen als Gastgeber der ersten Olympischen Spiele der Neuzeit. Schließlich führte die von ihm vorgesehene Steuererhöhung zu großen Anfeindungen und schließlich am 24. Januar 1895 zu seinem endgültigen Rücktritt.

## δώδεκα ἄνακτες θεοί
δώδεκα ἄνακτες θεοί
dōdeka anaktes theoi
„zwölf oberste Götter“
Δωδεκάθεον
Dōdekatheon
„Zwölf Götter“
Die Zwölf Götter (auch οἱ δώδεκα θεοί) sind die zwölf olympischen Götter der Griechischen Mythologie.
Der Hellenismos oder hellenische Polytheismus (Ελληνική εθνική θρησκεία) ist eine neue religiöse Bewegung, die sich an der traditionellen Religion des klassischen Griechenlands orientiert. Der Begriff ist ein Neologismus, da in der Antike kein Name für die Religion verwendet wurde.
Im Wesentlichen beschränken sich wohl die meisten dieser Gruppen auf die Verehrung der zwölf Hauptgottheiten und die Kulthandlungen der klassischen Epoche. Auf der Homepage der österreichischen hellenisch-polytheistischen Gemeinschaft hieß es:

„Wir verehren Zeus, Hera, Hestia, Athene, Artemis, Aphrodite, Demeter, Apollon, Ares, Hermes, Hephaistos, Poseidon, Dionysos sowie die anderen Götter und Helden der griechischen Mythologie“

Weiter hieß es dort:

„Die Zahl zwölf als Zahl der Einheit und Perfektion mit besonderen mathematischen Eigenschaften repräsentiert die Gesamtzahl aller Götter in einer harmonischen Gesamtheit von sechs weiblichen und sechs männlichen Gottheiten.“

| Rang | Gottheit   | Griechisch | Lateinisch | Anmerkungen                                                                                                   | Himmelskörper     |
| ---- | ---------- | ---------- | ---------- | --- | ----------------- |
| 1    | Zeus       | Ζεύς       | Jupiter    | Göttervater, zuständig für Blitz, Donner und Luft                                                             | Planet Jupiter    |
| 2    | Poseidon   | Ποσειδῶν   | Neptunus   | Gott des Meeres, der Erdbeben und Pferde                                                                      | Planet Neptun     |
| 3    | Hera       | Ἥρα        | Juno       | Familien-Göttin, zuständig für Hochzeitsfeier, Mutterschaft und Geburt                                        | Asteroid Hera     |
| 4    | Demeter    | Δημήτηρ    | Ceres      | Erdgöttin, Muttergöttin, Fruchtbarkeitsgöttin                                                                 | Zwergplanet Ceres |
| 5    | Apollon    | Ἀπόλλων    | Apollo     | Gott der Poesie, des Lichtes, der Pest und der Prophetie, Musenführer, gleichgesetzt mit Phoebus (Sonnengott) | Sonne             |
| 6    | Artemis    | Ἄρτεμις    | Diana      | Göttin der Jagd und des Mondes (zusammen mit Selene)                                                          | Mond              |
| 7    | Athene     | Ἄθηνη      | Minerva    | Göttin der Weisheit, des Ackerbaus, der Künste und Wissenschaften, Stadtgöttin Athens                         | Asteroid Pallas   |
| 8    | Ares       | Ἄρης       | Mars       | Gott des zerstörerischen Krieges und der Schlachten                                                           | Planet Mars       |
| 9    | Aphrodite  | Ἀφροδίτη   | Venus      | Göttin der Liebe und Schönheit                                                                                | Planet Venus      |
| 10   | Hermes     | Ἑρμῆς      | Mercurius  | Gott der Diebe, des Handels und der Reisenden. Götterbote                                                     | Planet Merkur     |
| 11   | Hephaistos | Ἥφαιστος   | Vulcanus   | Gott der Vulkane, des Feuers, der Schmiedekunst und der Architektur                                           | Planet Vulkan     |
| 12   | Dionysos   | Διόνυσος   | Bacchus    | Gott des Weines und der Ekstase                                                                               | Asteroid Bacchus  |
| (12) | Hestia     | Ἑστία      | Vesta      | Göttin des Herdfeuers und der Familieneintracht                                                               | Asteroid Vesta    |

## δώρων γραφή
δώρων γραφή
dōrōn graphē
„Anklage wegen Bestechung“
Das antike griechische Recht sah strenge Strafen für Bestechungen vor, die von einer Strafzahlung in zehnfacher Höhe der Bestechungssumme bis zur Todesstrafe reichte. Darüber hinaus verlor der bestochene Amtsträger seine Bürgerrechte.

## δῶρον τοῦ ποταμοῦ
δῶρον τοῦ ποταμοῦ
dōron tou potamou
„Geschenk des Flusses“

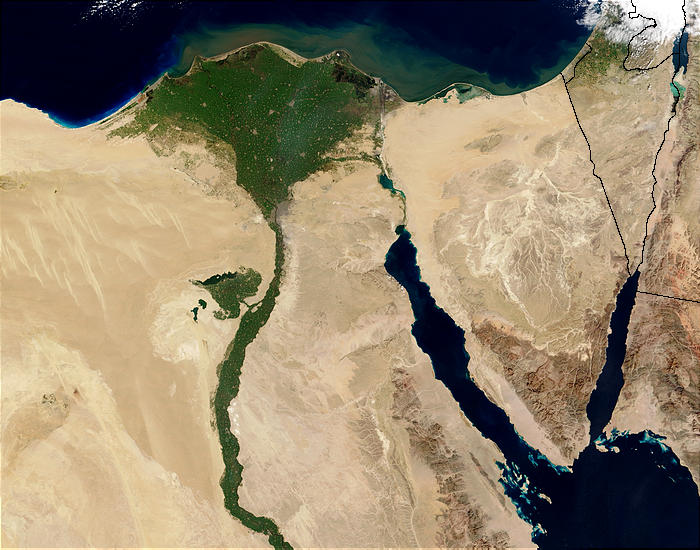
Aus dem Weltall ist deutlich das Nildelta zu erkennen, das „Geschenk des Flusses“ (δῶρον τοῦ ποταμοῦ)

Feststellung des griechischen Geschichtenschreibers Herodot mit Bezug auf Ägypten, die oft als „Geschenk des Nils“ zitiert wird. Das vollständige Zitat lautet in den Historien des Herodot:

«Αἴγυπτος, ἐς τὴν Ἕλληνες ναυτίλλονται, ἐστὶ Αἰγυπτίοισι ἐπίκτητός τε γῆ καὶ δῶρον τοῦ ποταμοῦ.»

„Ägypten, soweit es die Griechen zu Schiff befahren, ist für die Ägypter neu gewonnenes Land und ein Geschenk des Flusses.“

Der Nil war lebensnotwendig und entschied über fruchtbare Jahre oder Hungersnöte. Die jährlichen Überschwemmung brachten fruchtbaren Nilschlamm, der das Land erst landwirtschaftlich nutzbar machte.
Dieses prägnante Zitat fehlt in nahezu keinem Reiseführer über Ägypten, doch stammt es ursprünglich gar nicht von Herodot selbst, sondern von dem Geografen Hekataios von Milet, den Herodot seinerseits zitiert und ihn zum Beispiel wegen seiner Weltkarte verlacht. (Γελῶ δὲ ὁρέων γῆς περιόδους γράψαντας. „Ich lache, wenn ich sie ihre Erdkarten zeichnen sehe.“)
Herodot gebraucht übrigens auch bereits den Ausdruck Delta nach der dreieckigen Form des griechischen Buchstaben Delta (Δ), um die Form der Nilmündung zu beschreiben.

## Δῶς μοι πᾶ στῶ καὶ τὰν γᾶν κινάσω.

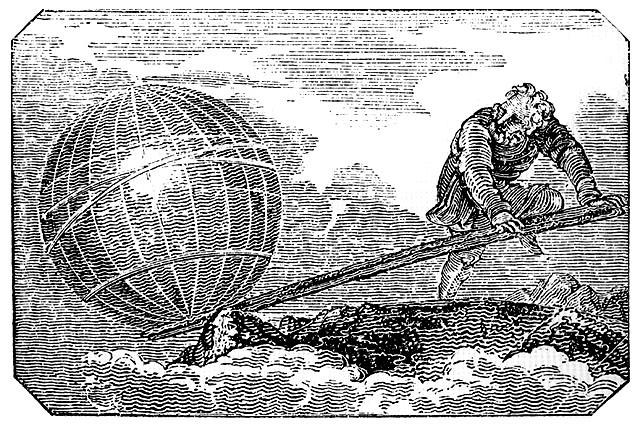
Archimedes hebt die Welt aus den Angeln.

Δῶς μοι πᾶ στῶ καὶ τὰν γᾶν κινάσω. (sizilianisches Griechisch)
Dōs moi pā stō, kai tān gān kināsō.
„Gib mir einen festen Punkt und ich werde die Erde bewegen“.
Die standardgriechische Version dieses Zitats lautet:
Δός μοι, ποῦ στῶ καὶ τὴν γῆν κινήσω.
Dos moi pou stō, kai tēn gēn kinēsō.
Archimedes zugeschriebene Aussage, die allgemein auf die Hebelgesetze bezogen wird.
Archimedes war aber auch der Erfinder des Flaschenzuges. Mit dem Punkt, meint er einen festen Standort außerhalb der Erde, an dem er mittels eines Flaschenzuges die Erde aus den Angeln heben würde. Damit verdeutlicht er seine These, dass jeder noch so schwere Körper gehoben werden könne, wenn man nur genug Windungen einsetzt, auf die das Gewicht verteilt wird. Dieses Gesetz wurde später zur Goldenen Regel der Mechanik erklärt, die besagt, was man an Kraft spart, an Weg zusetzen muss. Auch der Begriff Archimedischer Punkt leitet sich davon ab, der als Voraussetzung in einem Verfahren oder als Ausgangspunkt in einer Wissenschaft dient.
Auf Lateinisch wird Archimedes von Cartesius folgendermaßen zitiert:

“Nihil nisi punctum petebat Archimedes, quod esset firmum & immobile, ut integram terram loco dimoveret.”

„Archimedes forderte nichts als einen festen und unbeweglichen Punkt, um die ganze Erde von ihrem Platz zu bewegen.“